# Teofila Certowicz

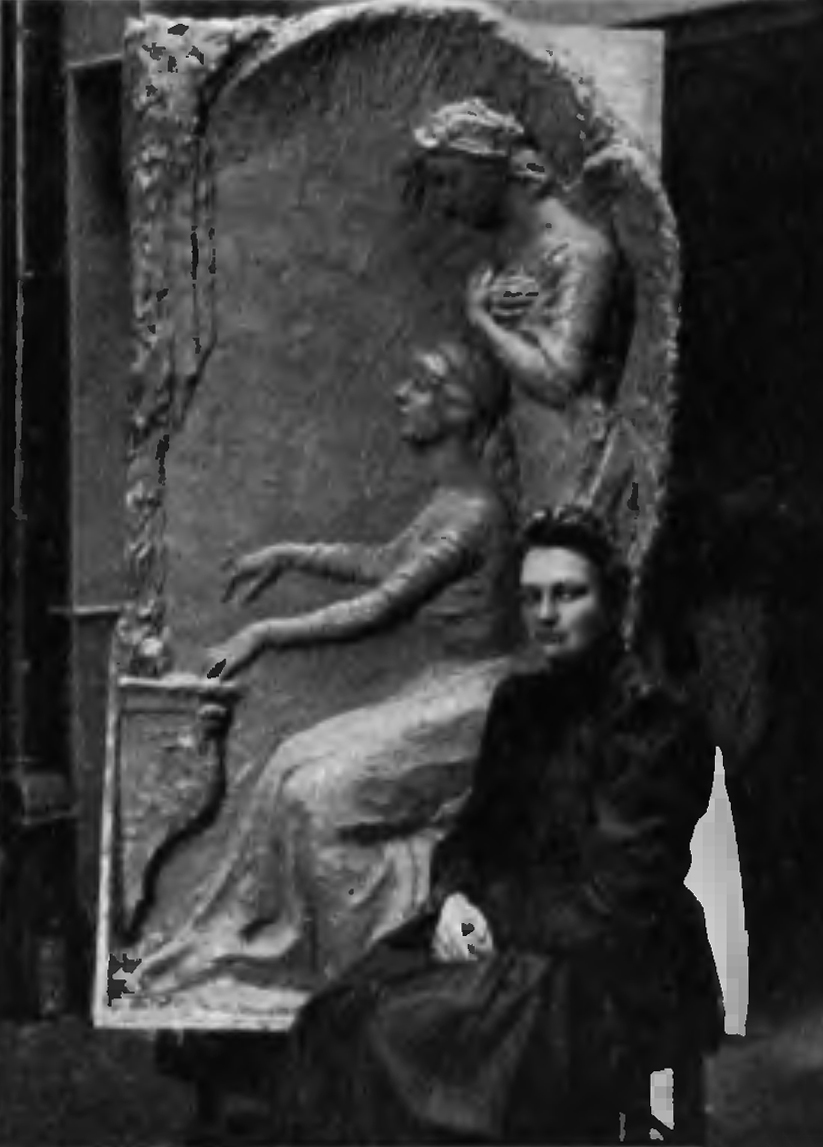
Teofila Certowicz

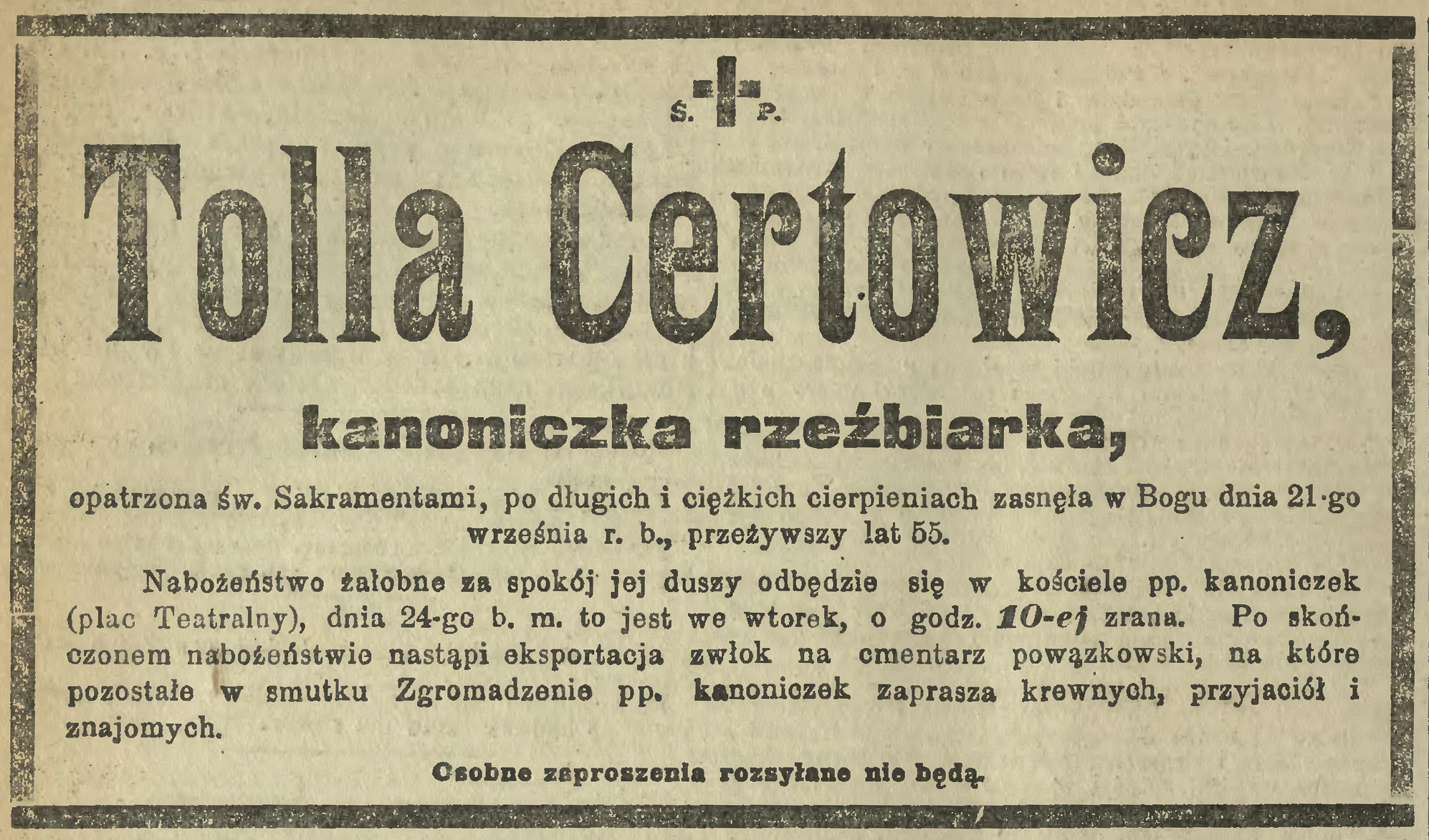
Nekrolog Toli Certowicz, „Kurier Warszawski” nr 263 z 23 IX 1918

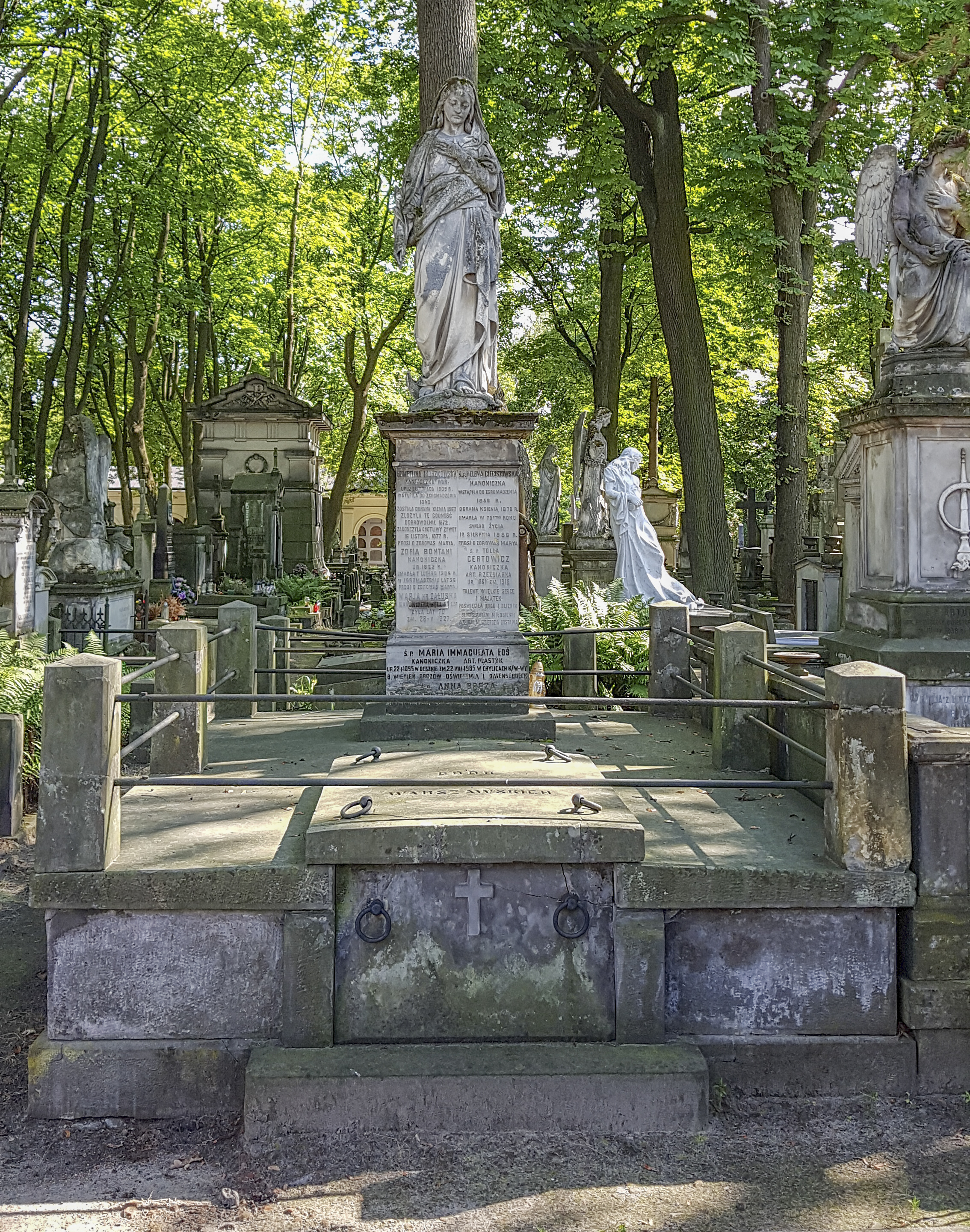
Nagrobek na Cmentarzu Powązkowskim w Warszawie.

Teofila Certowicz (ur. 22 maja 1862 w Bryckim koło Lipowca (ob. obwód winnicki) (Ukraina), zm. 21 września 1918 w Warszawie) – polska rzeźbiarka, kanoniczka warszawska.
Założycielka pierwszej w Krakowie Szkoły Sztuk Pięknych dla Kobiet działającej w latach 1897–1901.

## Życiorys
Teofila Certowicz urodziła się 22 maja 1862 w Bryckim jako córka Henryki z domu Kuczalskiej i Władysława Certowicza. Miała dwie siostry: Józefę i Anielę. Ojciec był lekarzem, który studiował na Uniwersytecie Kijowskim. Tam poznał Henrykę, matkę Toli, kiedy ta była w szkole – był jej korepetytorem. Zmarł w czasie powstania styczniowego w bitwie pod Bahłajami. Henryka zmarła w wyniku gruźlicy. Po śmierci rodziców siostry zamieszkały w majątku rodzinnym w Konstantynówce u babci Kamili Kuczalskiej.
Tola pobierała nauki u Marcela Guyskiego w Krakowie na Wyższych Kursach dla Kobiet dra A. Baranieckiego. Po dwóch latach (w 1882) wyjechała do Paryża i zapisała się do Académie Julian, gdzie studiowała już jej przyjaciółka Anna Bilińska. Kształciła się pod kierunkiem Hélène Bertaux, René Saint-Marceau, Antonina Mercié i Henri Chapu w latach 1882–1893. Wystawiała swoje prace w Paryżu, Wiedniu i Berlinie. Do Krakowa powróciła po około dziesięcioletnim pobycie w Paryżu, w 1891.
W 1893 na wystawie w Zachęcie otrzymała trzecią nagrodę za płaskorzeźbę w brązie „Fragment”.
W latach 1897–1901 zajmowała się działalnością pedagogiczną, prowadząc Szkołę Sztuk Pięknych dla Kobiet. Była to pierwsza szkoła artystyczna w Krakowie, w której mogły się uczyć kobiety. Tola zainspirowana staraniami swojej nauczycielki Hélène Bertaux o dostęp kobiet do edukacji artystycznej, postanowiła przeznaczyć swój posag na założenie i funkcjonowanie szkoły. Na kierunku malarstwa i rysunku w tej szkole uczyli Włodzimierz Tetmajer i Jacek Malczewski. Teofila uczyła rzeźby. Szkoła miała być wzorowana na programach podobnych do szkół zachodnich i prezentować bardzo dobry poziom; została zamknięta z powodu braku środków finansowych. Do szkoły uczęszczała m.in. Maria Niedzielska, Maria Czaykowska, Jadwiga Gałęzowska. Około 1902 mieszkała w Bronowicach Małych, jednak jej pracownia mieściła się przy ul. Wolskiej 16.
Była w swoich czasach wybitną postacią, a jej twórczość rzeźbiarską charakteryzuje, obok profesjonalnych umiejętności, duża wrażliwość i zindywidualizowane podejście do podjętych tematów, jak również portretowanych osób.
Józef Nekanda Trepka pisał o niej w 1902 w „Tygodniku Illustrowanym”:

Malarki mają łatwiejsze zadanie ze względu na mniejsze trudności techniczne mają ich znacznie więcej; do zwalczenia rzeźbiarki, z których dotychczas, niewiele wybiło się na rzeczywiście samodzielne artystki. Do rzędu tych niewielu polskich „artystek-Rzeźbiarek”, nie „dyletantek” należy bezsprzecznie p. Tola Certowiczówna, przynosząca swemi pracami zaszczyt polskiej rzeźbie. Oprócz wybitnego talentu, trzeba jej przyznać dużo fachowej umiejętności w zakresie plastyki, umiejętności, zdobytej poważnemi a wytrwałemi studyami.

Od 1902 do 1903 była przewodniczącą Koła Artystek Polskich w Krakowie. W 1904 przeniosła się do Warszawy, gdzie 8 grudnia 1904 wstąpiła do Zgromadzenia Panien Kanoniczek w Warszawie i oddała się działalności filantropijnej. W czasie pobytu w zgromadzeniu nie przerywała swojej pracy rzeźbiarskiej, organizując w siedzibie kanoniczek pracownię rzeźbiarską. W 1910 zaprezentowała 14. swoich prac na wystawie w Zachęcie.
Zaprojektowała i odlewała pamiątkowe medaliony z wizerunkiem Jana Matejki. Dochód ze sprzedaży medalionów był przekazywany na sfinansowanie przekształcenia domu malarza w muzeum poświęcone jego pamięci.
Swój pozostały majątek zapisała na internat dla młodzieży męskiej z niezamożnych domów.
Nigdy nie wyszła za mąż, ani nie miała dzieci.
Zmarła 18 września 1918 w wieku 56 lat. Została pochowana na Cmentarzu Powązkowskim w Warszawie razem z innymi siostrami ze Zgromadzenia Panien Kanoniczek (kwatera 19, rząd 3, miejsce 1, 2, 3).
Jest autorką medalionu na grobie jej koleżanki rzeźbiarki z Wyższych Kursów dla Kobiet A. Baranieckiego Antoniny Rożniatowskiej na Cmentarzu Rakowickim w Krakowie.

## Prace rzeźbiarskie
- pomnik Augusta Kordeckiego[30][31][32] (kościół OO. Paulinów na Skałce w Krakowie)[33]
- św. Cecylia[6]
- Modlitwa dziecka[6]
- Geniusz[34] (Muzeum Narodowe w Krakowie)[35]
- Chrystus[6]
- Dobry Pasterz[6][36]
- medalion Jana Matejki (Dom Jana Matejki, oddział Muzeum Narodowego w Krakowie, nr inw. MNK II-rz-368)
- Święty Antoni (kościół św. Piotra i Pawła na Koszykach)[9]
- Akt mężczyzny siedzącego, znany też jako Śpiący chłopiec[37] (Muzeum Narodowe w Warszawie, nr inw. MN 131658[21])

## Galeria

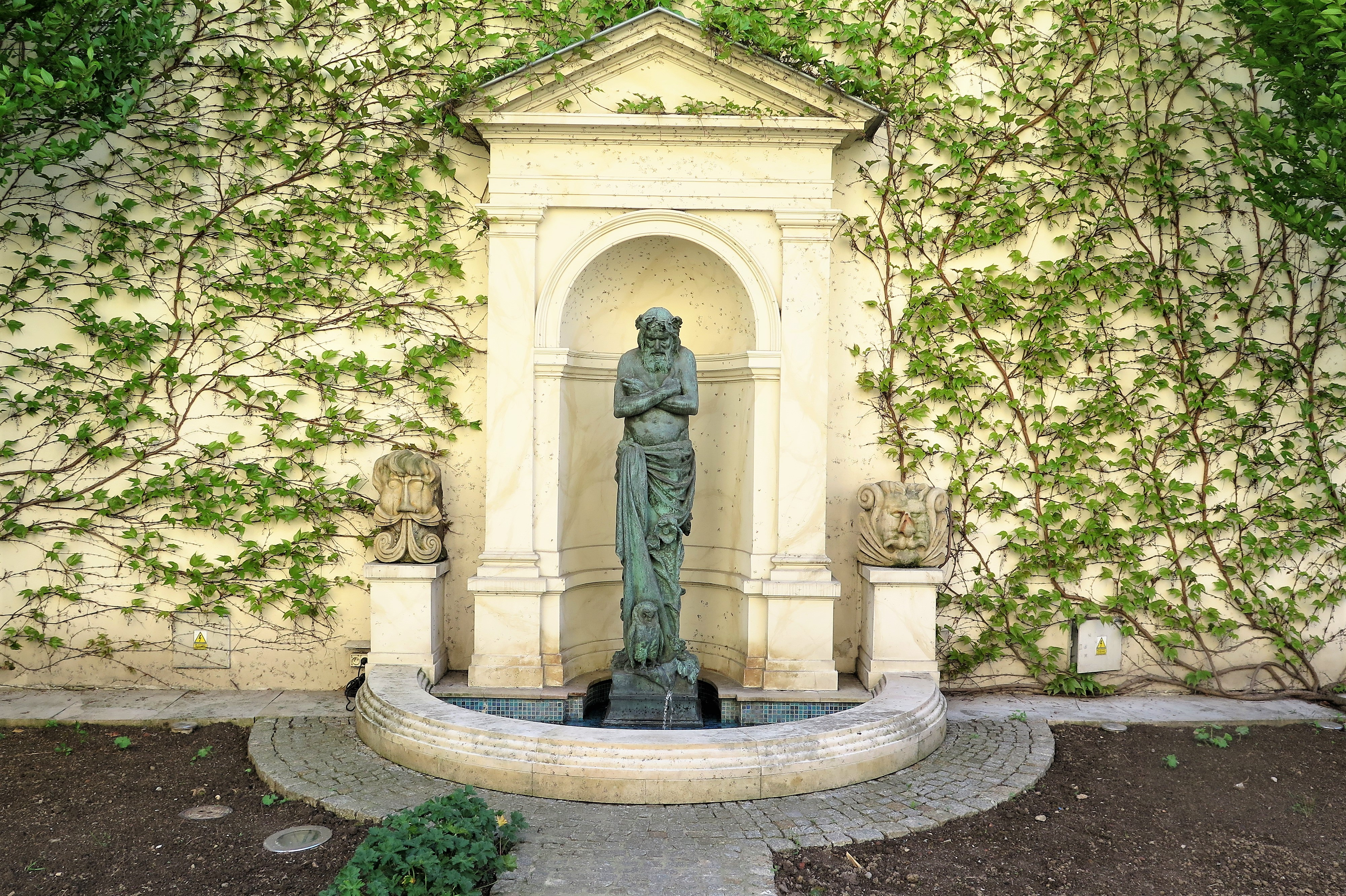
Morfeusz, Pałac Czapskich w Krakowie
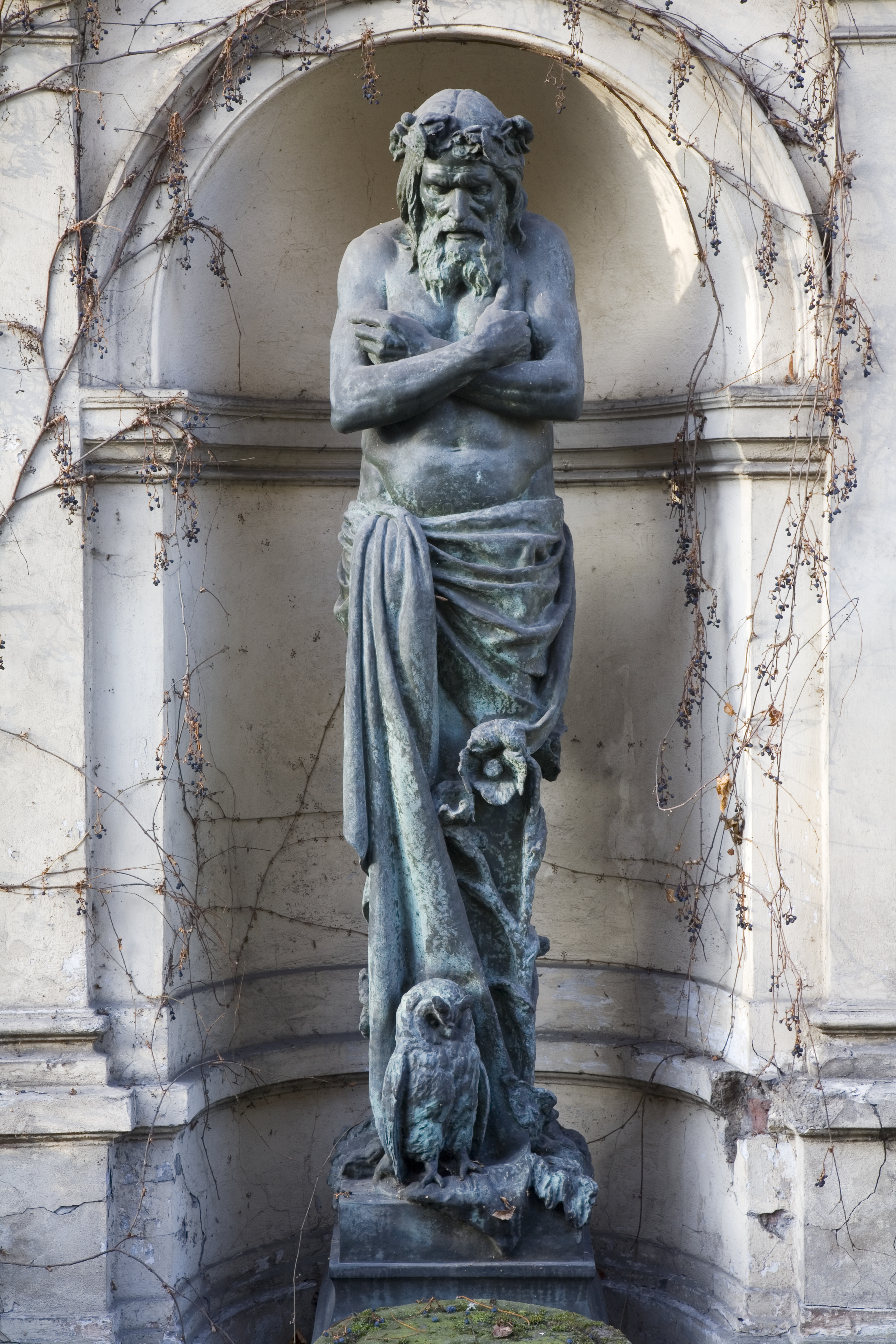
Teofila Certowicz, Morfeusz (część fontanny w ogrodzie Pałacu Czapskich w Krakowie)
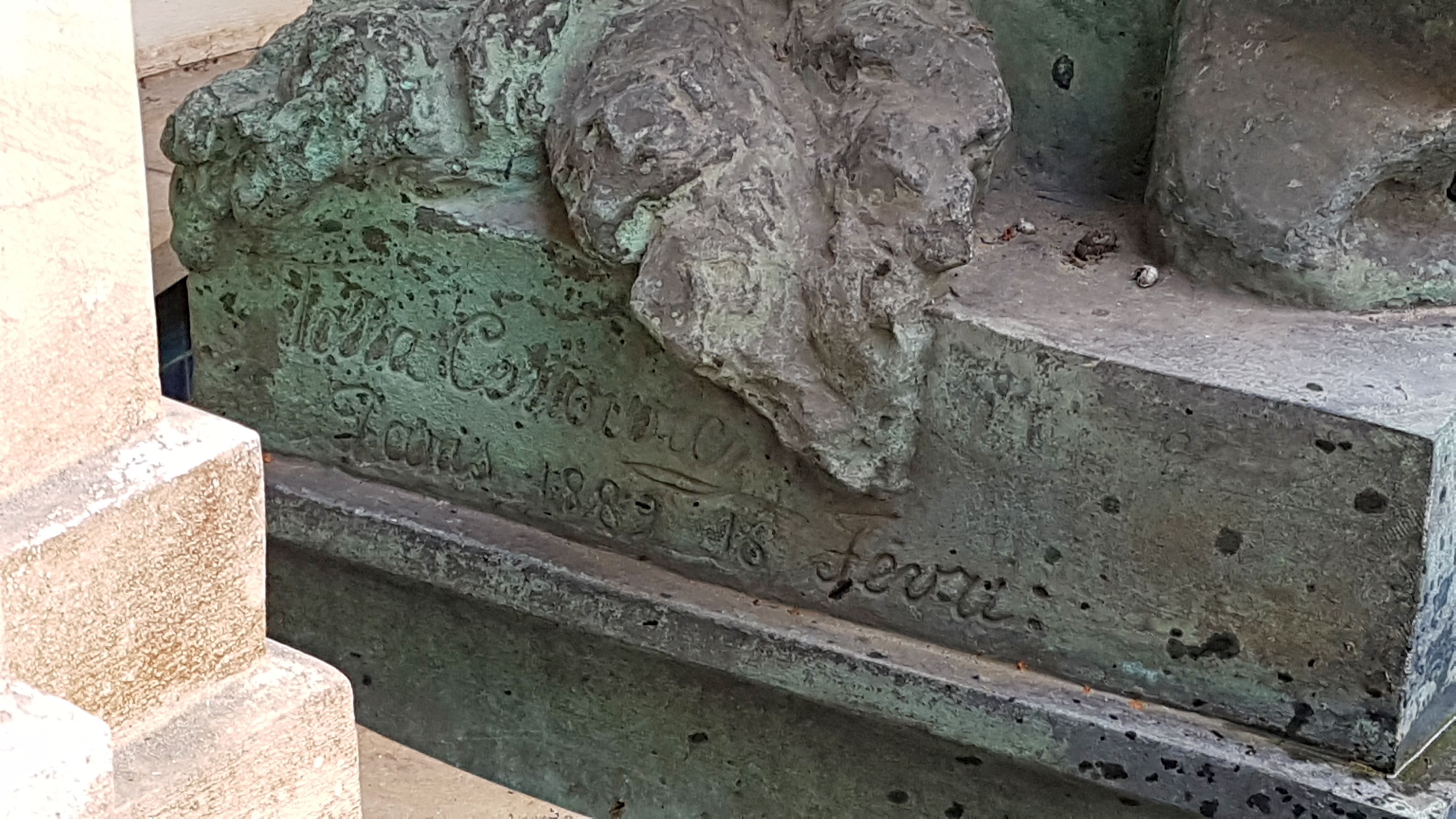
Sygnatura na rzeźbie Morfeusza
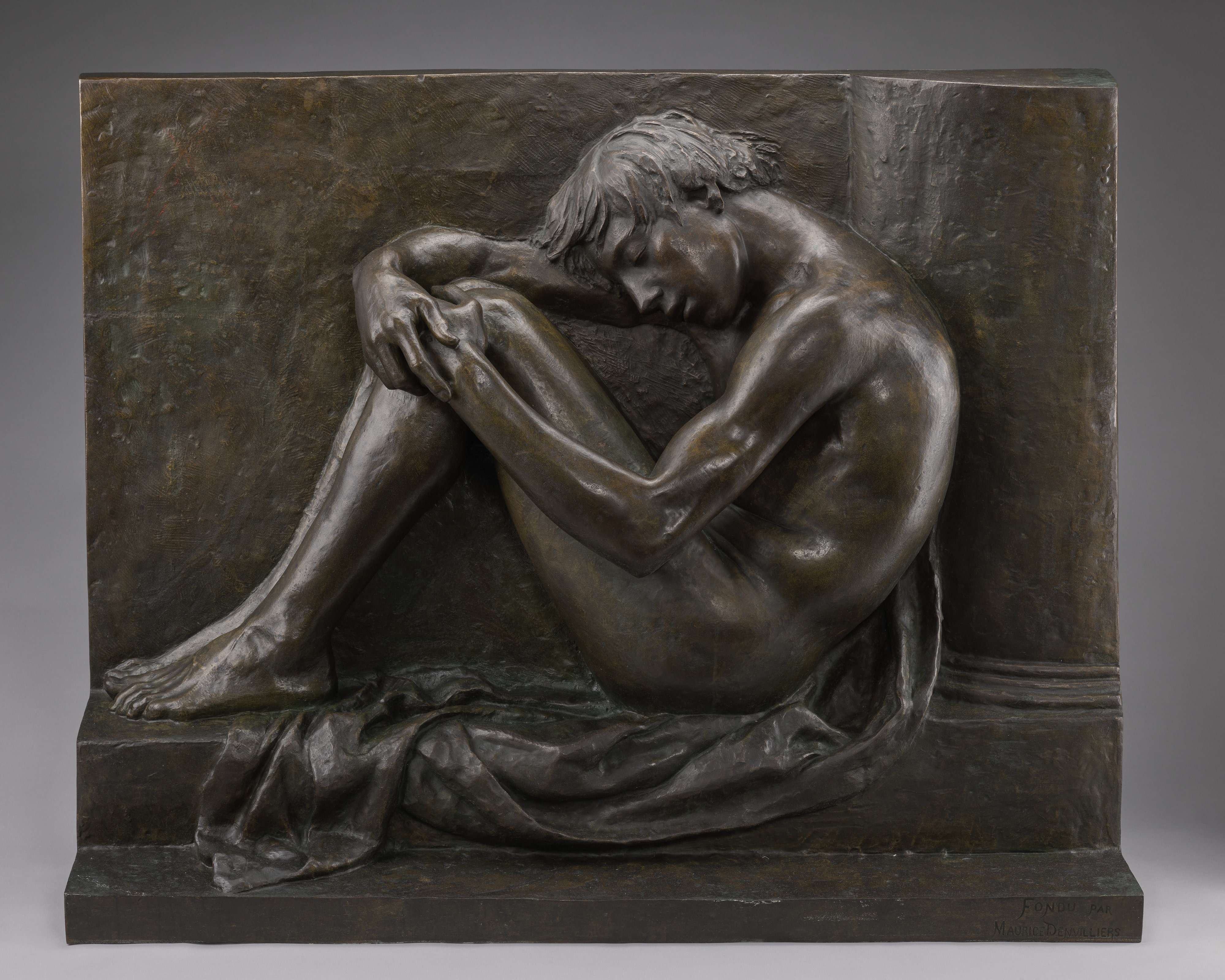
Akt siedzącego mężczyzny, ok. 1888
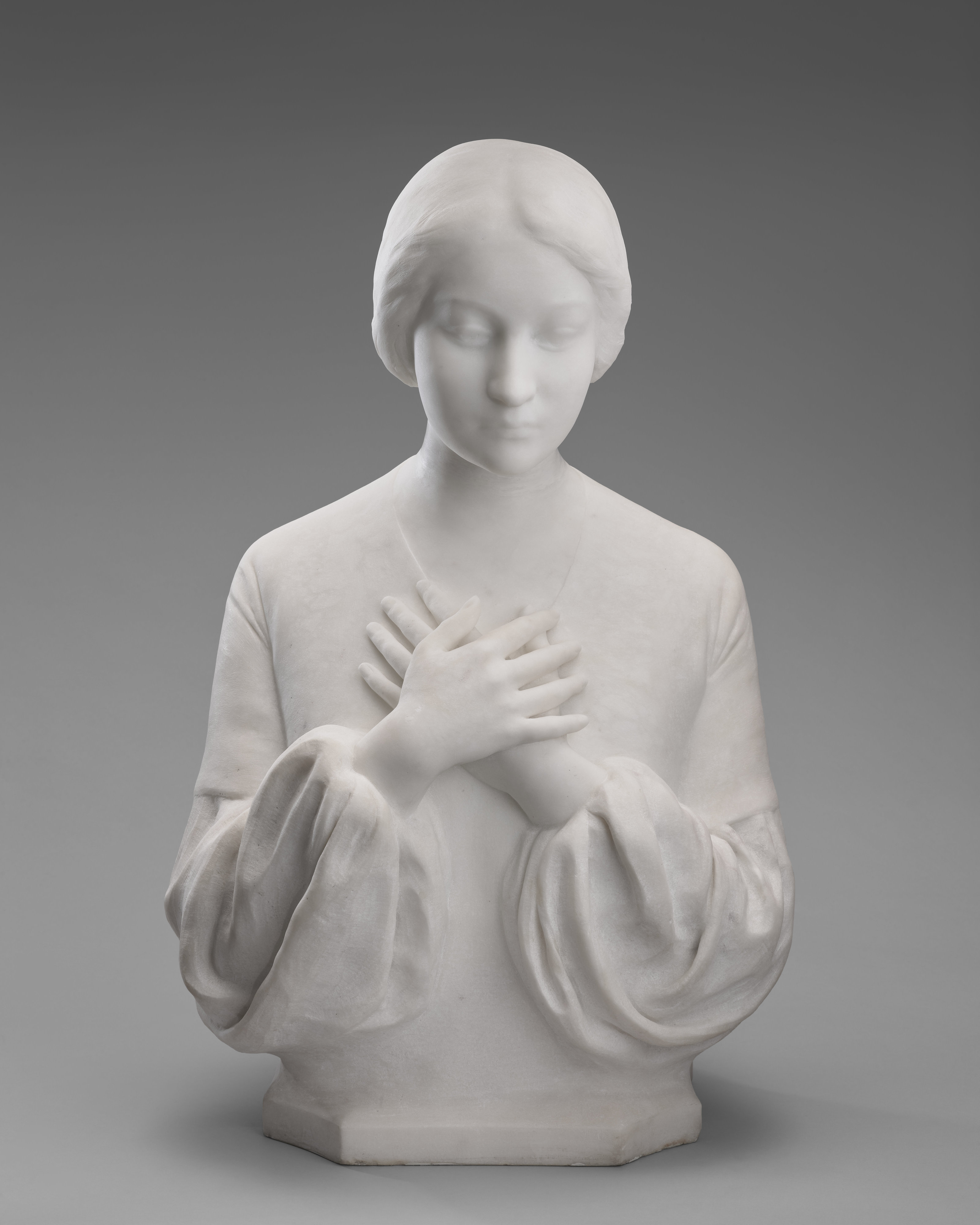
Pokora, przed 1918